# Генеро (часопис)
Генеро, часопис за феминистичку теорију и студије културе, је главна серијска публикација коју Центар за женске студије објављује заједно са Центром за студије рода и политике на Факултету политичких наука у Београду. Часопис је основан 2002. године. Пре часописа Генеро Центар за женске студије је у периоду од 1995. до 2002. године издавао часопис Женске студије са идејом популаризације феминистичке теорије у региону.
Неки бројеви или делови часописа доступни су и у електронском облику, на сајту Центра за женске студије у Београду.

## Историја и концепција
Пре одлуке о оснивању часописа Генеро, Центар за женске студије је у периоду од 1995. до 2002. године издавао часопис Женске студије  са идејом популаризације феминистичке теорије у региону. Женске студије и данас представљају важан извор за студенткиње и студенте, као и за истраживаче и истраживачице у областима феминистичке теорије, континенталне филозофије и теорија уметности и књижевности. Центар је објавио 15 бројева Женских студија. На wеб страници Центра налази се 13 бројева Женских студија, који се могу бесплатно преузети.
Године 2002. Центар за женске студије доноси одлуку да се промени име и концепција часописа. Пошто је објављен број 14/15 Женских студија, Центар оснива нов часопис под именом Генеро: часопис за феминистичку теорију. Основна идеја била је да Генеро пре свега објављује текстове домаћих и аутора из региона. Још једна важна идеја у вези са Генером била је настојање да постане простор на ком ће студенткиње и студенти заинтересовани за ове теме објављивати своје радове, подстичући и уводећи тако и гласове младе генерације. Изглед и име овог часописа такође су резултат усмеравања ка примарној циљној групи младих у добу од око 25 година.
У периоду од 2002. до 2007. године, објављено је 11 бројева часописа. Иако је био замишљен прво као тромесечни часопис, а затим као квартални, због финансијских проблема Генеро је излазио једном годишње, углавном као двоброј. Године 2004. Генеро објављује и посебно издање, посвећено студентским истраживањима. У периоду од 2008. до 2011. године, часопис није излазио због недостатака финансијских средстава.
Центар за женске студије крајем 2010. године доноси одлуку о поновном објављивању Генера, са новим уредништвом и поднасловом часописа - Генеро: часопис за феминистичку теорију и студије културе. Током 2011. године Центар је објавио и заостала четири броја (12/2008, 13/2009, 14/2010 и 15/2011), на који начин је успостављен континуитет часописа. Од 2012. године часопис излази једном годишње и објављује научне чланке из области феминистичке теорије и студија рода, као и из науке, културе и теорије уметности са нагласком на интердисциплинарном и критичком приступу. Од броја 16 (2012) часопис издаје Центар за студије рода и политике Факултета политичких наука Универзитет у Београду.
У Генеру објављују домаћи и страни аутори на српском, хрватском, бошњачком и енглеском језику.

## Уредништво и редакција
Главна и одговорна уредница од првог броја била је Биљана Дојчиновић-Нешић. Од броја 16 из 2012. године наследила ју је Даша Духачек, а затим од броја 21 из 2017. Катарина Лончаревић. Уредница електронског издања је Јелисавета Благојевић.
Редакцију и уређивачки колегијум чине: проф. Јелисавета Благојевић, проф. Јелена Ђорђевић, проф. Тамара Џамоња Игњатовић, др Зорица Ивановић, мр Катарина Лончаревић, проф. Сњежана Миливојевић, проф. Зорица Мршевић, проф. Вукашин Павловић, проф. Драгана Поповић, др Марина Симић, проф. Ен Снитоу (Ann SnitowСАД), проф. Љубинка Трговчевич, мр Адриана Захаријевић и проф. Невенка Жегарац.